# Геринг, Карл Готлиб
Ка́рл Го́тлиб Ге́ринг (нем. Carl Gottlieb Hering; 25 октября 1766 года, Бад-Шандау, Курфюршество Саксония — 4 января 1853 года, Циттау, Королевство Саксония) — саксонский учитель, органист и композитор. Известен преимущественно как автор музыки детских песен «Hopp, hopp, hopp, Pferdchen, lauf Galopp» и «Morgen Kinder wird’s was geben», а также канона «C-a-f-f-e-e, trink nicht so viel Kaffee!». Также его называют создателем танца гросфатер (возможно, народного).

## Биография
С 1788 по 1791 годы Карл Готлиб Геринг изучал теологию, педагогику, филологию и философию в Лейпциге, после чего до 1794 года работал гувернёром в семье Круг фон Нидда в городе Кверфурт. С 1795 по 1811 год был учителем, а позже и директором Ошацкой латинской городской школы. В 1796 году получил докторскую степень философии и брал уроки у композитора Иоганна Готфрида Шихта. Работал в еженедельной газете Oschatzer Erzähler für den Bürger und Landmann. С 1802 по 1811 годы — органист в церкви Св. Эгидия. С 1811 по 1836 годы работал преподавателем, а в 1813-м стал школьным ректором в Циттау.

### Семья
Карл Готлиб Геринг состоял в браке с Кристианой Фридерикой Кройцберг (1777—1817) и имел в браке 13 детей. Константин Геринг (1800—1880) — последователь Христиана Фридриха Самуэля Ганемана и один из основателей гомеопатии в Америке, Карл Эдуард Геринг (1807—1879) — композитор, Эвальд Геринг (1802—1862) — писатель, Юлиус Роберт Геринг (1805—1828) — филолог.
Освидетельствование, проведенное в Циттау, в 1853 году под номером 8:
Дата смерти: 4 января, начало второго, похоронен 7 января, умер спокойно; Карл Готлиб Геринг, в отставке, старший учитель местной городской школы и семинарии, вдовец, Возраст: 86 лет, Причина: Возраст, Родственники: три сына, две дочери, достигли совершеннолетия

## Творчество
- «Hopp, hopp, hopp, Pferdchen, lauf Galopp» (1807)
- «Morgen Kinder wird’s was geben» (1809) (детская песня)
- «C-a-f-f-e-e, trink nicht so viel Kaffee!» (канон)

| Немецкий текст (для трёх голосов): 1) C-A-F-F-E-E, trink nicht so viel Kaffee! 2) Nicht für Kinder ist der Türkentrank, Schwächt die Nerven, macht dich blaß und krank, 3) Sei doch kein Muselmann, der ihn nicht lassen kann. | Английский текст: C-o-f-f-e-e, coffee is not for me, It’s a drink some people wake up with, That it makes them nervous is no myth, Slaves to a coffee cup, they can’t give coffee up. |